# Meta monogrammata
Meta monogrammata là một loài nhện trong họ Tetragnathidae.
Loài này thuộc chi Meta. Meta monogrammata được miêu tả năm 1876 bởi Butler.